# Sybra tricoloripennis
Sybra tricoloripennis là một loài bọ cánh cứng trong họ Cerambycidae.